# El Djem
El Djem oder El Jem (arabisch الجم al-Dschamm, DMG al-Ǧamm) ist eine Stadt im Zentrum Tunesiens mit etwa 20.000 Einwohnern.
Sie liegt im Gouvernement Mahdia, gegründet auf den Ruinen der antiken Stadt Thysdrus (altgriechisch Θύσδρος Thysdros). Sie ist bekannt für ihr Amphitheater. Die Stadt beherbergt ebenfalls ein Museum, in dem archäologische Entdeckungen aus der Umgebung ausgestellt werden.

## Geschichte
Die auf eine punische Gründung zurückgehende Stadt ist literarisch erstmals durch die Schrift De bello Africo – eine Fortsetzung der Kommentare Gaius Iulius Caesars zu dessen Kriegen aus der Hand eines unbekannten Zeitgenossen – bezeugt, nachdem sie im Lauf des Afrikanischen Krieges 46 v. Chr. zur tributpflichtigen Garnisonsstadt für Caesars Truppen wurde, wegen der Armut der Bevölkerung den Tribut jedoch nicht aufbringen konnte. Zuvor war sie laut Plinius ein oppidum liberum, eine freie Gemeinde. Unter Kaiser Hadrian erlebte die Stadt aufgrund ihrer Ölproduktion einen bedeutenden wirtschaftlichen Aufschwung. Der römische Kaiser Septimius Severus erhob die in der Provinz Africa, später in der Byzacena gelegene Stadt in den Rang eines Municipiums. Während des Prokonsulats Gordianus I. errichteten die Einwohner von Thysdrus das drittgrößte bekannte Amphitheater des Römischen Reiches, das zugleich das größte erhaltene römische Monument Afrikas ist. Gordianus, der in Thysdrus als Prokonsul residierte, wurde auf Betreiben der dortigen Großgrundbesitzer zum Imperator ausgerufen und vom Römischen Senat bestätigt. Die daraufhin einsetzenden Auseinandersetzungen führten zum Tod seines Sohnes Gordianus II., Gordian selbst wählte den Freitod. Die Stadt wurde von loyalen Truppen des Maximinus Thrax zerstört und erholte sich nicht mehr. Das Amphitheater blieb unvollendet.

## Amphitheater
Mit einem Fassungsvermögen von 35.000 Zuschauern ist es das nach dem Kolosseum von Rom und dem römischen Amphitheater von Capua drittgrößte Amphitheater des Römischen Reiches. Es wurde 238 unter Proconsul Gordianus I. gebaut, jedoch nicht von den Römern, sondern von den reichen Einwohnern von El Djem. Die Römer hatten ein Amphitheater für 2000 Personen errichtet, dessen Reste in El Djem noch zu sehen sind. Die durch die Olivenölproduktion reichen Einwohner El Djems wollten aber für alle Einwohner ein Amphitheater bauen und taten dies. Wahrscheinlich sollte es dazu dienen, Kämpfe von Gladiatoren, öffentliche Hinrichtungen und andere Zirkusspiele abzuhalten, wozu es aber nicht kam. Die Einwohner von El Djem nutzten es stattdessen, um sich vor den römischen Steuereintreibern (El Djem = Olivenölproduzent) zu verbarrikadieren, und um dies zu verhindern, rissen die Römer eine Seitenfront ab. Man kann dort heute noch die Löwengruben und Gefangenenzellen sehen, die zum Teil aufwendig restauriert wurden. Trotz einer teilweisen Zerstörung durch die Nutzung als Steinbruch für die Errichtung El Djems ist es noch erstaunlich gut erhalten. Es wird angenommen, dass es bis zum 17. Jahrhundert gänzlich unzerstört blieb. Noch heute wird es für Konzerte wie beispielsweise ein jährliches Jazz-Festival genutzt.
Das Amphitheater von El Djem wurde 1979 in die Liste des Weltkulturerbes aufgenommen.

## Bildergalerie

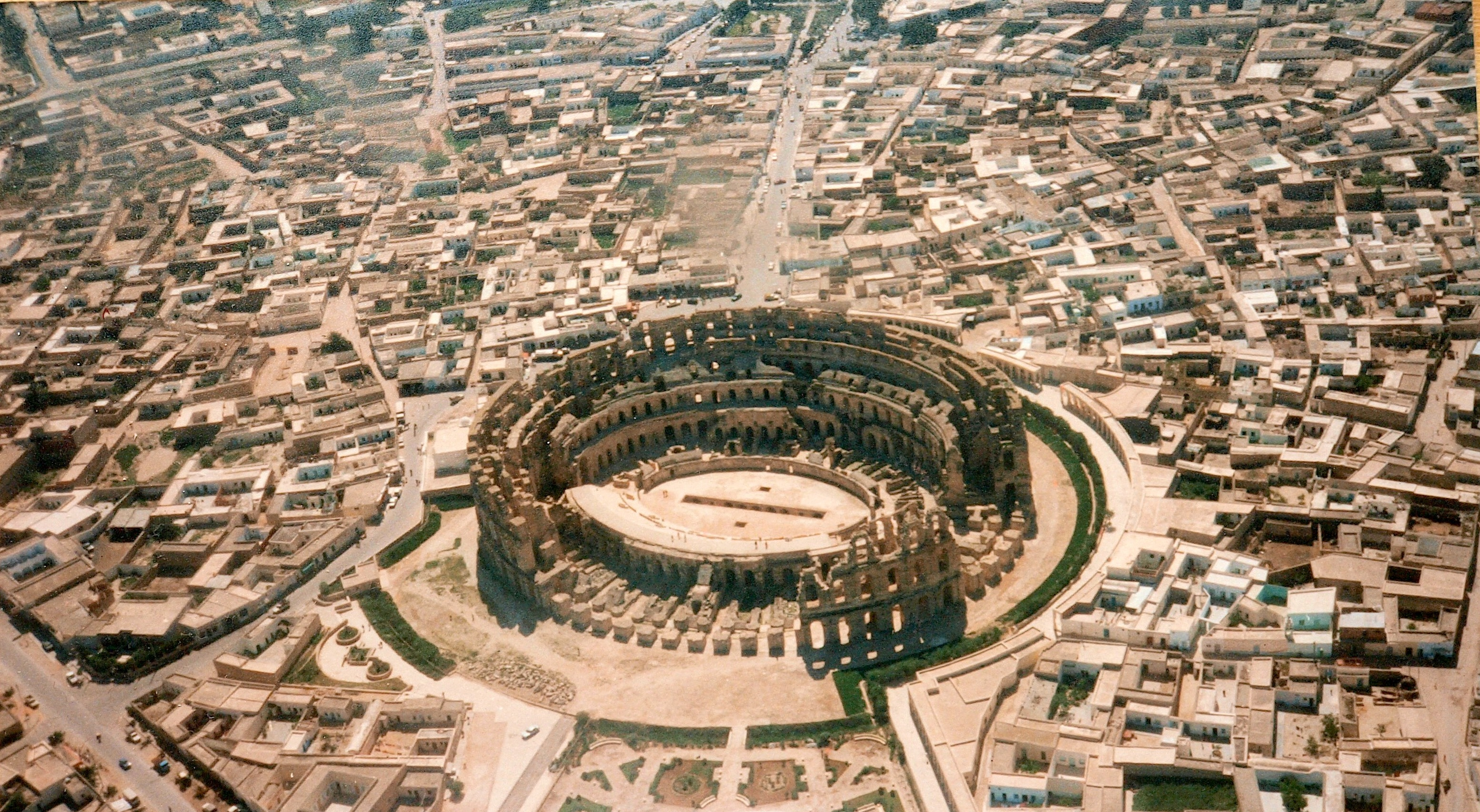
Luftaufnahme von El Djem mit Amphitheater (ca. 1986)
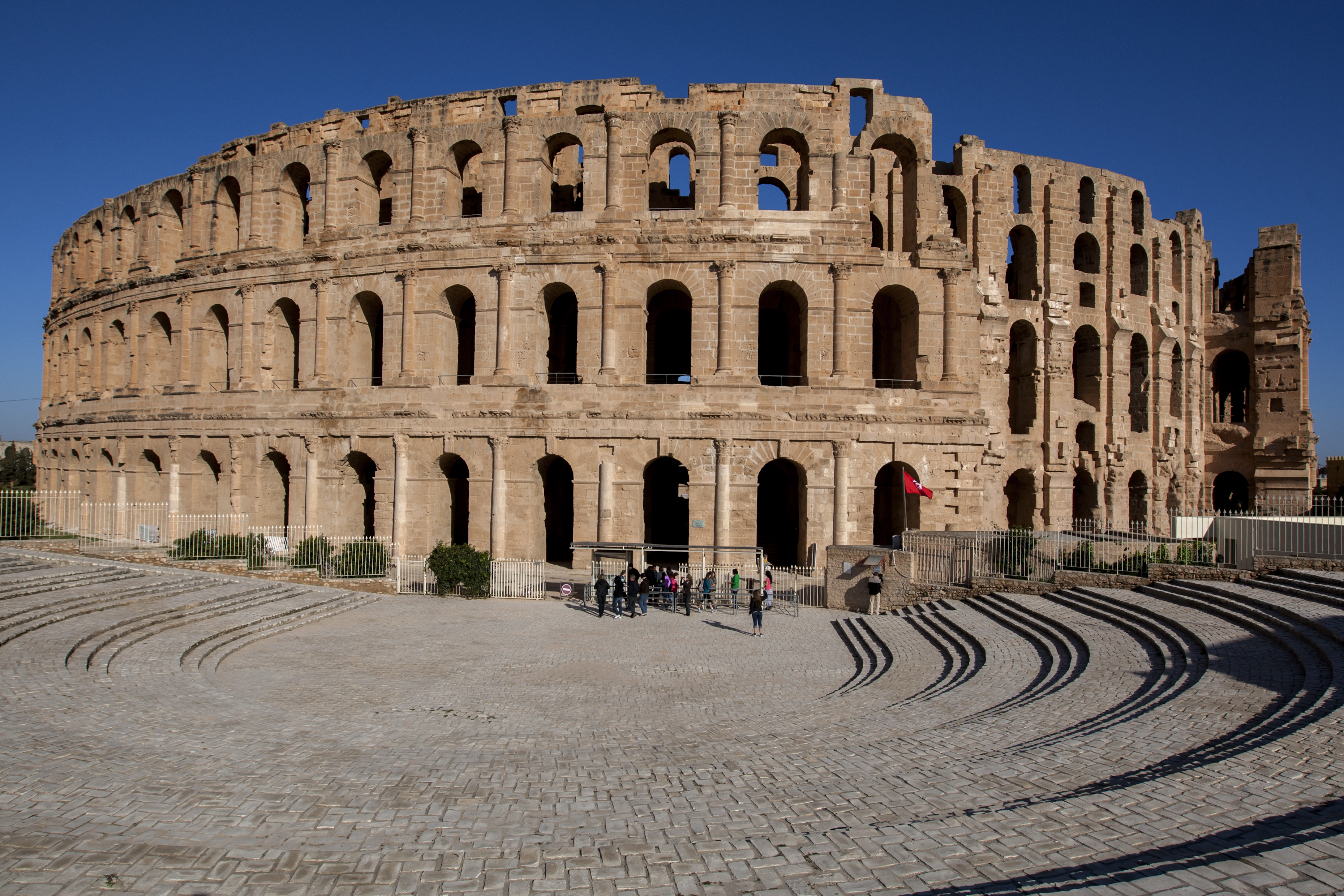
Von außen
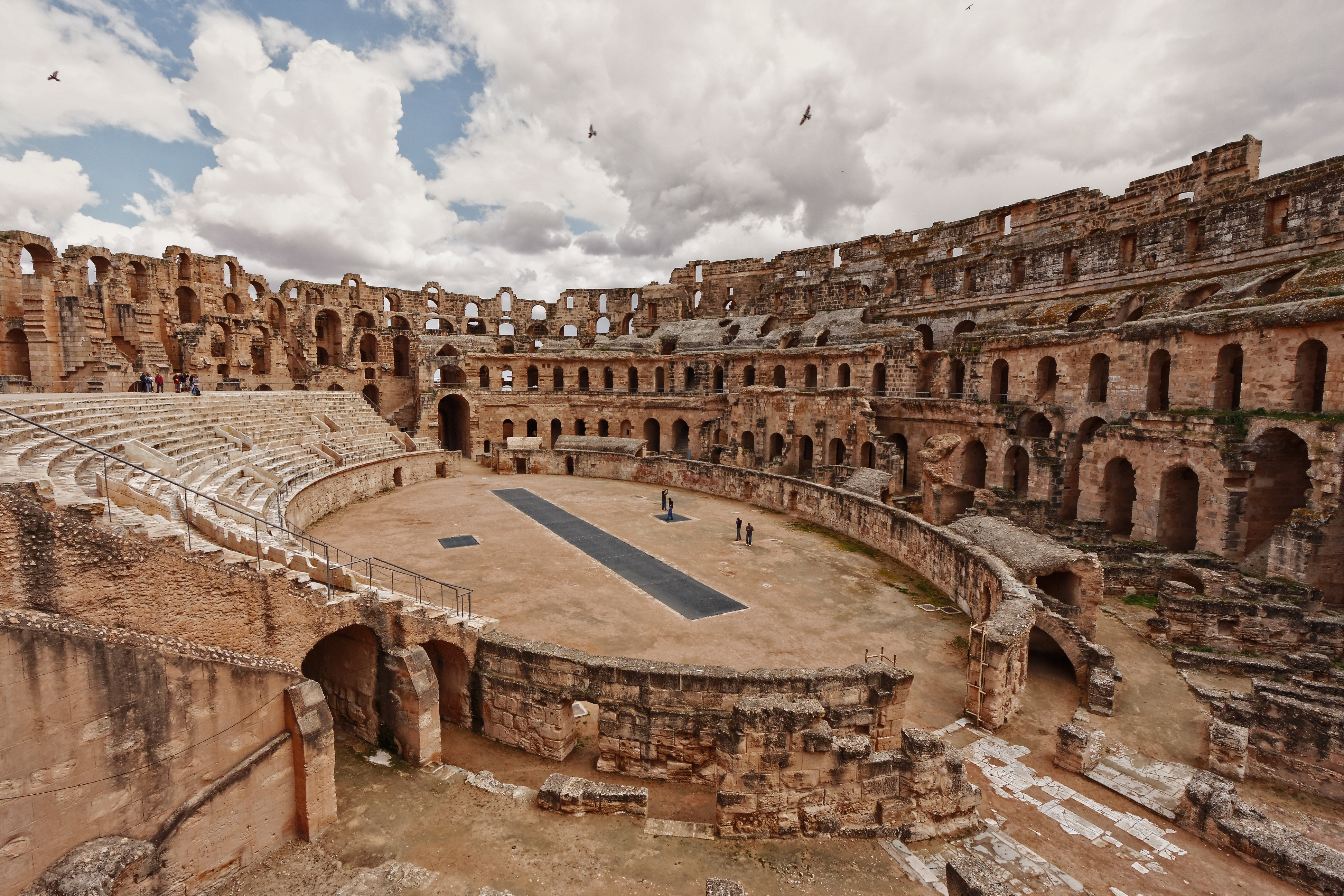
Von innen
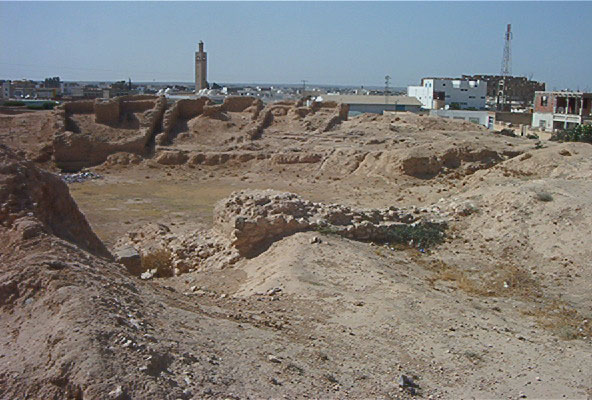
Ausgrabungsstätte